# Would I Lie to You?
Would I Lie to You? é um single da dupla norte-americana de soul Charles & Eddie, lançada em agosto de 1992. Fez parte do primeiro álbum dos cantores, Duophonic, e foi composta por Mick Leeson e Peter Vale, enquanto a produção foi de Josh Deutsch.

## Informações
Would I Lie to You? obteve o primeiro lugar na parada musical UK Singles Chart por duas semanas, em novembro de 1992, e liderou ainda na Nova Zelândia, Alemanha, Áustria e Zimbabwe. Ficou também no Top-5 em vários países da Europa, enquanto obteve o terceiro lugar na Austrália e no Canadá. Nos Estados Unidos, o single ficou entre as 20 mais tocadas (11º na Cash Box Top 100 Pop Singles e 13º na Billboard Hot 100), rendendo ainda um disco de platina no Reino Unido, um disco de ouro na Alemanha e na Áustria e de prata na França.
Seus compositores, Mick Leeson e Peter Vale, ganharam um prêmio Ivor Novello Would I Lie to You? teve ainda versões gravadas pelo cantor Donny Osmond (2002) e pelos DJs John Gibbons, David Guetta e Cedric Gervais, com participação do cantor Chris Willis (2016).
No Brasil, fez parte da trilha sonora internacional da novela Deus Nos Acuda, da TV Globo (foi a faixa de abertura do disco), sendo o tema dos personagens Danilo (Diogo Vilela) e Valquíria (Marisa Orth).

## Recepção da crítica
Os críticos musicais fizeram avaliações positivas de Would I Lie to You?: o editor da base de dados AllMusic, Alex Henderson, afirmou que a dupla Charles & Eddie "mostrava uma grande promessa em opções suaves de pop-soul", Larry Flick escreveu que os cantores estavam "captando rapidamente as rádios pop com esta reviravolta deliciosa no território retro-R&B", enquanto outro editor da revista Billboard a classificou como "excelente".
A revista musical britanica NME classificou Would I Lie to You? em 23º lugar entre os singles do ano de 1992.

## Videoclipe
No clipe de Would I Lie to You? Charles e Eddie cantam em vários pontos de Nova Iorque, tendo a participação de várias jovens andando pela cidade. Algumas cenas da dupla estavam em tom sépia ou azul-escuro, enquanto outras estavam divididas em duas caixas, mostrando imagens diferentes. Ao final do clipe, eles continuam cantando até o anoitecer.
Foi bastante veiculado na MTV Europe, sendo publicado no YouTube em 2009 e alcançando 63 milhões de exibições na plataforma em julho de 2023.

## Faixas
- 7" single

1. "Would I Lie to You?" (Radio Edit) – 3:41
2. "Would I Lie to You?" (Club House Mix) – 5:04

- CD single

1. "Would I Lie to You?" (Radio Edit) – 3:41
2. "Would I Lie to You?" (Club House Mix) – 5:04

- CD maxi single

1. "Would I Lie to You?" (Radio Edit) – 3:41
2. "Would I Lie to You?" (Club House Mix) – 5:04
3. "Would I Lie to You?" (Truth and Soul Mix) – 3:57
4. "Would I Lie to You?" (Funky Way Extended Mix) – 5:01

## Desempenho em tabelas musicais
| Tabelas (1992–93)                             | Posição |
| --------------------------------------------- | ------- |
| Austrália (ARIA)                              | 3       |
| Áustria (Ö3 Austria Top 75)                   | 1       |
| Bélgica (Ultratop 50 de Flandres)             | 1       |
| Canadá (RPM Top Singles)                      | 3       |
| Canadá (RPM Adult Contemporary)               | 19      |
| Dinamarca (IFPI)                              | 2       |
| Europa (Eurochart Hot 100)                    | 2       |
| Europa (European Dance Radio)                 | 4       |
| França (SNEP)                                 | 2       |
| Alemanha (Offizielle Deutsche Charts)         | 1       |
| Islândia (Íslenski Listinn Topp 40)           | 14      |
| Irlanda (IRMA)                                | 2       |
| Itália (Musica e dischi)                      | 10      |
| Países Baixos (Dutch Top 40)                  | 2       |
| Países Baixos (Single Top 100)                | 2       |
| Nova Zelândia (Recorded Music NZ)             | 1       |
| Noruega (VG-lista)                            | 3       |
| Suécia (Sverigetopplistan)                    | 3       |
| Suíça (Schweizer Hitparade)                   | 2       |
| Reino Unido (UK Singles Chart)                | 1       |
| UK Dance (Music Week)                         | 11      |
| Estados Unidos (Billboard Hot 100)            | 13      |
| Estados Unidos (Billboard Adult Contemporary) | 15      |
| Estados Unidos (Billboard R&B/Hip-Hop Songs)  | 59      |
| Estados Unidos (Billboard Mainstream Top 40)  | 6       |
| Estados Unidos (Billboard Rhythmic)           | 27      |
| US Cash Box Top 100                           | 11      |
| Zimbabwe (ZIMA)                               | 1       |

| Tabelas (1992)                    | Posição |
| --------------------------------- | ------- |
| Austrália (ARIA)                  | 30      |
| Nova Zelândia (Recorded Music NZ) | 28      |
| Países Baixos (Dutch Top 40)      | 98      |
| UK Singles (OCC)                  | 3       |
| US Billboard Hot 100              | 90      |

| Tabelas (1993)                      | Posição |
| ----------------------------------- | ------- |
| Áustria (Ö3 Austria Top 40)         | 6       |
| Bélgica (Ultratop 50 Flanders)      | 26      |
| Europa (Eurochart Hot 100)          | 10      |
| Alemanha (Official German Charts)   | 16      |
| Islândia (Íslenski Listinn Topp 40) | 57      |
| Nova Zelândia (Recorded Music NZ)   | 36      |
| Países Baixos (Dutch Top 40)        | 41      |
| Países Baixos (Single Top 100)      | 11      |
| Suíça (Schweizer Hitparade)         | 23      |

### Certificações
| Região                                                                                                  | Certificação | Vendas                                               |
| --- | ------------ | ---------------------------------------------------- |
| Austria                                                                                                 | Ouro         | 25 000                                               |
| France                                                                                                  | Prata        | Erro de expressão: Falta operando para *             |
| Germany                                                                                                 | Ouro         | 250 000                                              |
| Netherlands                                                                                             | Platina      | 150 000                                              |
| United Kingdom                                                                                          | Platina      | Erro de expressão: Palavra "estados" não reconhecida |
| *números de vendas baseados somente na certificação ^números de vendas baseados somente na certificação |              |                                                      |